# Dalma Gálfi
Dalma Gálfi (ur. 13 sierpnia 1998 w Veszprémie) – węgierska tenisistka, mistrzyni juniorskiego US Open 2015 w grze pojedynczej dziewcząt i Wimbledonu 2015 w grze podwójnej dziewcząt.

## Kariera tenisowa
W rozgrywkach zawodowych zadebiutowała w maju 2013 roku, biorąc udział w turnieju rangi ITF, w Trnawie. Wystąpiła tam dzięki dzikiej karcie przyznanej przez organizatorów, ale odpadła w pierwszej rundzie, przegrywając z Darją Gawriłową. Na swoim koncie ma wygranych dziewięć turniejów w grze pojedynczej i dziesięć w grze podwójnej rangi ITF.
W 2014 roku osiągnęła finał Wimbledonu w grze podwójnej dziewcząt, w którym, w parze z Marie Bouzkovą, przegrała z parą Tami Grende i Ye Qiuyu. Rok później razem z Fanny Stollár triumfowały w rozgrywkach deblowych dziewcząt podczas Wimbledonu, w meczu mistrzowskim wygrywając 6:3, 6:2 z Wierą Łapko i Terezą Mihalíkovą. W tym samym roku triumfowała w US Open, pokonując w finale Sofię Kenin.
Swój debiut w singlowym WTA Tour zaliczyła w 2016 roku na turnieju rangi WTA International Series w ’s-Hertogenbosch, na nawierzchni trawiastej. Otrzymała tam dziką kartę do turnieju głównego. Przegrała w pierwszym meczu z Jewgieniją Rodiną 4:6, 4:6.
W 2022 roku osiągnęła finał singlowych zawodów cyklu WTA 125 w Contrexéville, w którym przegrała 4:6, 6:1, 6:7(4) z Sarą Errani.

## Finały turniejów WTA 125
| Legenda                   | Legenda |
| ------------------------- | ------- |
| Wielki Szlem              |         |
| Igrzyska olimpijskie      |         |
| WTA Tour Championships    |         |
| od 2021                   |         |
| WTA 1000 (obowiązkowe)    |         |
| WTA 1000 (nieobowiązkowe) |         |
| WTA 500                   |         |
| WTA 250                   |         |
| WTA 125                   |         |

### Gra pojedyncza 3 (2–1)
| Końcowy wynik | Nr | Data             | Turniej       | Nawierzchnia | Przeciwniczka   | Wynik finału     |
| ------------- | -- | ---------------- | ------------- | ------------ | --------------- | ---------------- |
| Finalistka    | 1. | 10 lipca 2022    | Contrexéville | Ceglana      | Sara Errani     | 4:6, 6:1, 6:7(4) |
| Zwyciężczyni  | 1. | 20 kwietnia 2025 | Oeiras        | Ceglana      | Katie Volynets  | 4:6, 6:1, 6:2    |
| Zwyciężczyni  | 2. | 3 maja 2025      | Vic           | Ceglana      | Rebeka Masarova | 6:3, 6:0         |

### Gra podwójna 1 (0–1)
| Końcowy wynik | Nr | Data            | Turniej             | Nawierzchnia | Partnerka   | Przeciwniczki                    | Wynik finału |
| ------------- | -- | --------------- | ------------------- | ------------ | ----------- | -------------------------------- | ------------ |
| Finalistka    | 1. | 6 kwietnia 2024 | La Bisbal d’Empordà | Ceglana      | Tímea Babos | Miriam Kolodziejová Anna Sisková | walkower     |

## Wygrane turnieje rangi ITF
| turnieje z pulą nagród 100 000 $ |
| turnieje z pulą nagród 75 000 $  |
| turnieje z pulą nagród 50 000 $  |
| turnieje z pulą nagród 25 000 $  |
| turnieje z pulą nagród 15 000 $  |
| turnieje z pulą nagród 10 000 $  |

### Gra pojedyncza
|    | Data       | Turniej     | Kat. | ($)     | Naw.      | Finalistka              | Wynik            |
| 1. | 02/11/2014 | Heraklion   | ITF  | 10 000  | twarda    | Julia Grabher           | 6:3, 6:0         |
| 2. | 09/11/2014 | Heraklion   | ITF  | 10 000  | twarda    | Walendini Gramatikopulu | 6:4, 4:6, 7:6(4) |
| 3. | 21/03/2015 | Solarino    | ITF  | 10 000  | twarda    | Gloria Liang            | 6:4, 7:6(0)      |
| 4. | 04/10/2015 | Tweed Heads | ITF  | 15 000  | twarda    | Storm Sanders           | 6:2, 3:6, 6:1    |
| 5. | 11/10/2015 | Cairns      | ITF  | 25 000  | twarda    | Olivia Tjandramulia     | 6:4, 6:7(9), 6:1 |
| 6. | 09/10/2016 | Toowoomba   | ITF  | 25 000  | twarda    | Katy Dunne              | 6:2, 6:4         |
| 7. | 06/11/2016 | Chenzhou    | ITF  | 25 000  | twarda    | Riko Sawayanagi         | 6:0, 6:4         |
| 8. | 20/06/2021 | Denain      | ITF  | 25 000  | ziemna    | Paula Ormaechea         | 5:7, 6:2, 6:4    |
| 9. | 19/06/2022 | Ilkley      | ITF  | 100 000 | trawiasta | Jodie Burrage           | 7:5, 4:6, 6:3    |

## Finały juniorskich turniejów wielkoszlemowych

### Gra pojedyncza (1)
| Końcowy wynik | Rok  | Turniej | Nawierzchnia | Przeciwniczka | Wynik finału |
| Zwyciężczyni  | 2015 | US Open | Twarda       | Sofia Kenin   | 7:5, 6:4     |

### Gra podwójna (2)
| Końcowy wynik | Rok  | Turniej   | Nawierzchnia | Partnerka      | Przeciwniczki                 | Wynik finału |
| Finalistka    | 2014 | Wimbledon | Trawiasta    | Marie Bouzková | Tami Grende Ye Qiuyu          | 2:6, 6:7(5)  |
| Zwyciężczyni  | 2015 | Wimbledon | Trawiasta    | Fanny Stollár  | Wiera Łapko Tereza Mihalíková | 6:3, 6:2     |